# Horace Gardiner Richards
Horace Gardiner Richards (* 21. März 1906 in Philadelphia; † 19. November 1984 ebenda), oft auch nur Horace G. Richards genannt, war Geologe an der Academy of Natural Sciences in Philadelphia.
Richards galt auf dem Gebiet der Fossilien der Wirbellosen des Pleistozän der atlantischen Küstenebene als besondere Autorität.
Sein hauptsächliches Forschungsinteresse lag auf der Geologie und Paläontologie des Quartär, aber er beschäftigte sich auch mit der marinen Pleistozängeologie und der Paläontologie der atlantischen Küstenebene.
Sein Naturführer Animals of the Seashore (1938) spielte eine Rolle in Alfred Hitchcocks Marnie. Darüber hinaus war Richards Autor mehrerer naturwissenschaftlicher Bücher.